# Comberouger
Comberouger – miejscowość i gmina we Francji, w regionie Oksytania, w departamencie Tarn i Garonna.
Według danych na rok 1990 gminę zamieszkiwały 204 osoby, a gęstość zaludnienia wynosiła 17 osób/km² (wśród 3020 gmin regionu Midi-Pireneje Comberouger plasuje się na 859. miejscu pod względem liczby ludności, natomiast pod względem powierzchni na miejscu 951.).

## Miejsca i Zabytki

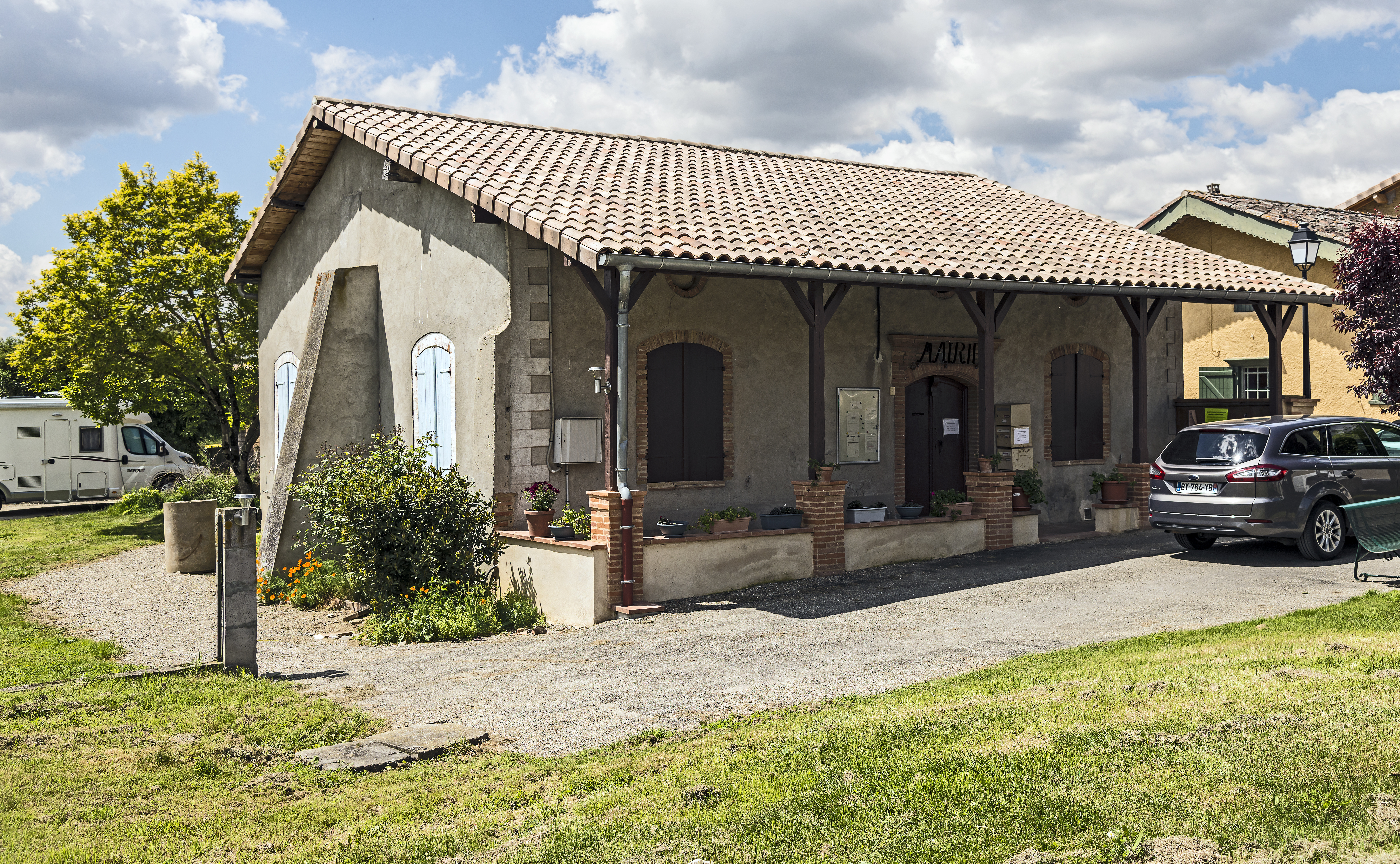
Ratusz
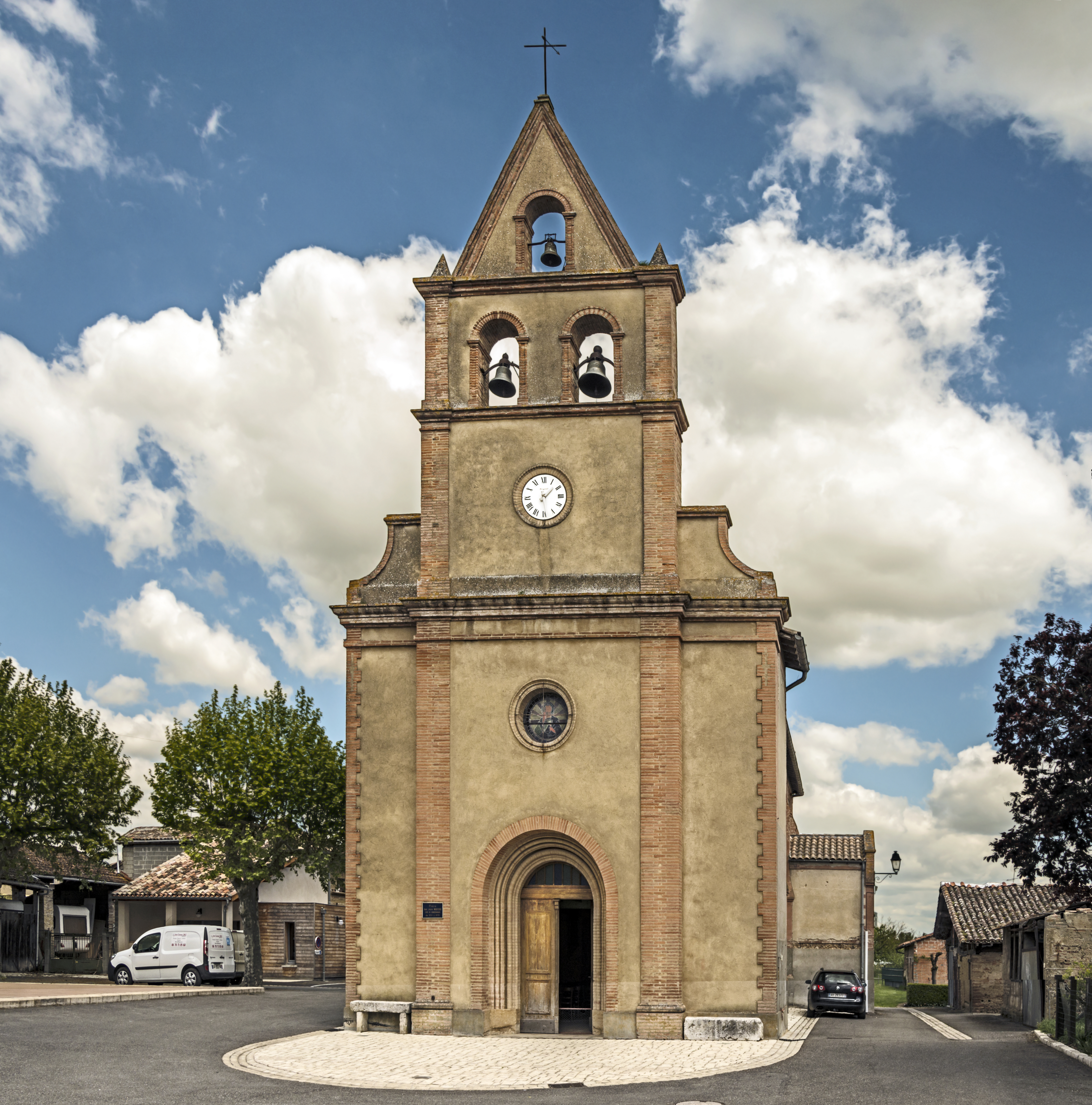
Kościół
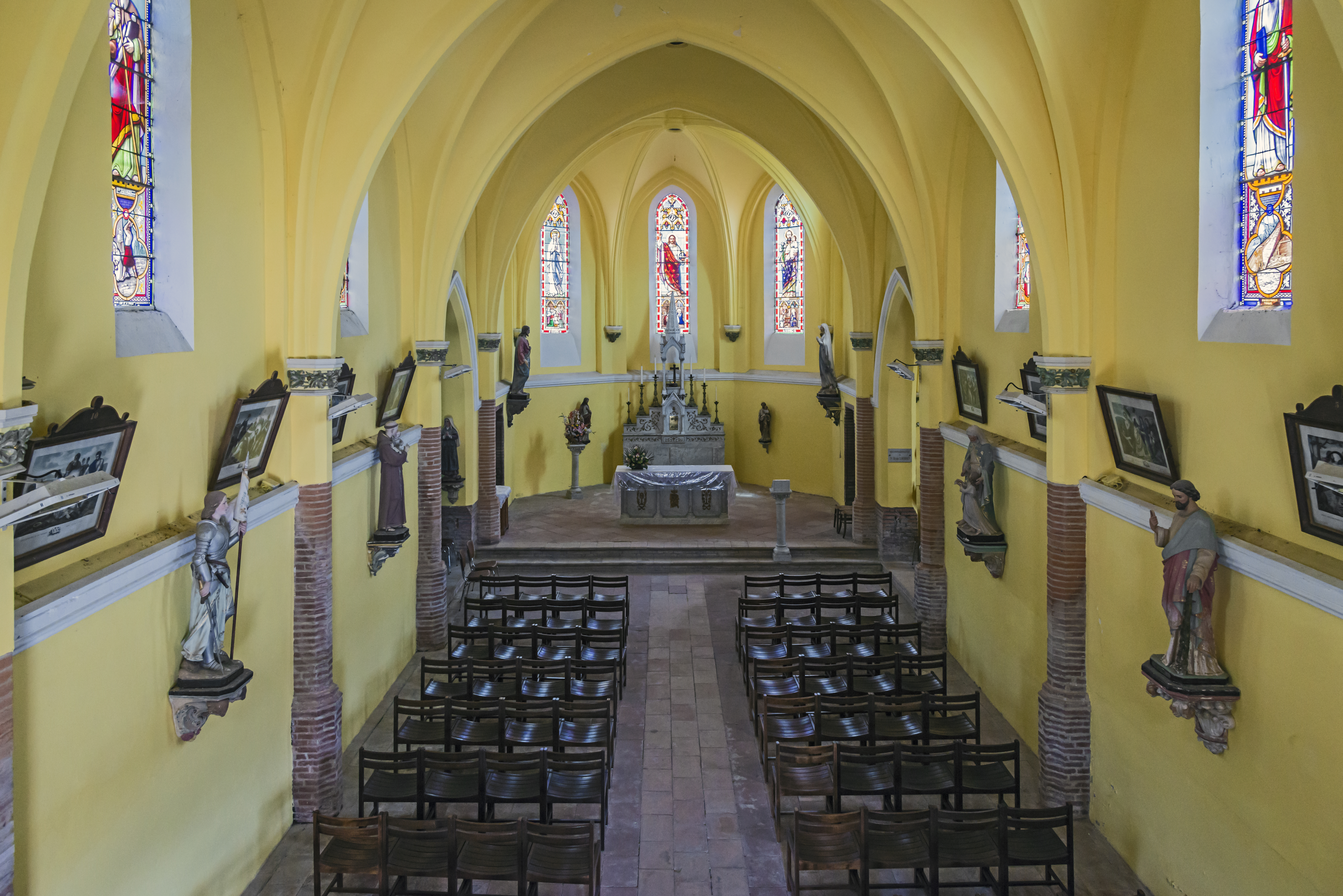
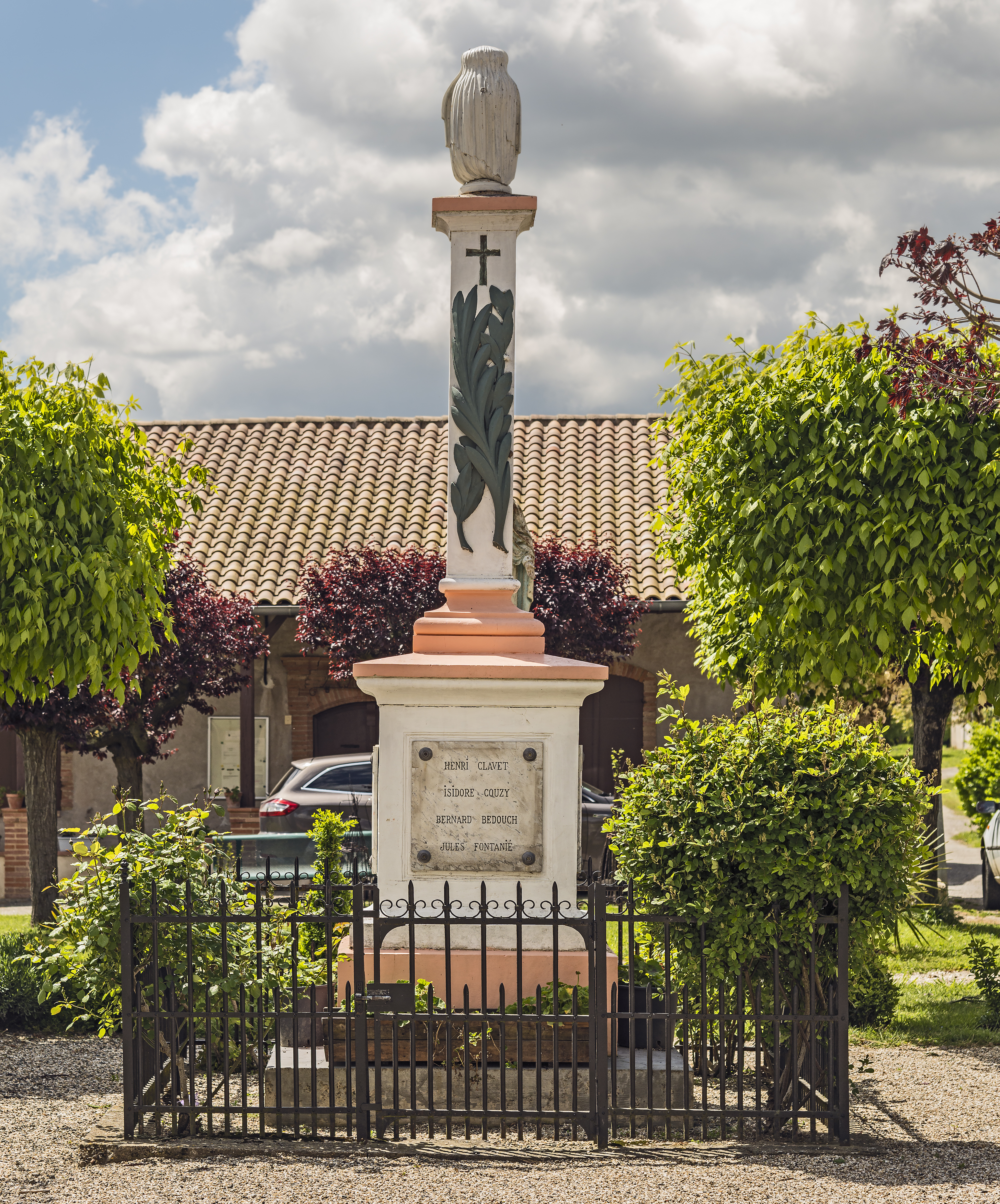
Wojny pomnik